# Spadola
Spadola är en ort och kommun i provinsen Vibo Valentia i regionen Kalabrien i Italien. Kommunen hade 811 invånare (2017).